# 19 (ألبوم)
تسعة عشر هو أول ألبوم أستوديو للفنانة البريطانية أديل تم إصدره في 28 يناير 2008 من طرف شركة التسجيلات المستقلة إكس أل، وتمت تسميته بهذا الاسم نسبة لعمرها خلال فترة إنتاجها لهذا الألبوم.
احتل الألبوم المرتبة الأولى في بريطانيا في أول أسبوع له، وفي ثاني أسبوع من صدور الألبوم نشرت المغنية أغنيتها الثالثة من الألبوم باسم "Chasing Pavements" ووصلت الأغنية إلى المرتبة الثانية في بريطانيا والـ 21 في الولايات المتحدة. مما أدى إلى ترشح أديل للعديد من الجوائز من بينها جائزة الجرامي في عام 2009 عن تسجيل السنة وأغنية السنة وأفضل أداء صوتي أنثوي – بوب وأفضل فنان جديد لكن انتهت بفوزها بجائزتين جرامي وهي أفضل أداء صوتي أنثوي – بوب وأفضل فنان جديد. بدأت أديل أولى جولاتها الغنائية (أَمسية مع أديل) في يناير 2008 وانتهت في يونيو 2009 من أجل دعم الألبوم عالمياً، حيث تضمنت 78 حفل في أوروبا وأمريكا الشمالية ولكن كان للولايات المتحدة النصيب الأكبر من هذه الجولة.
بحلول منتصف شهر أكتوبر 2008، بدا بأن محاولة أديل لاقتحام الأسواق في أمريكا باءت بالفشل. ولكن لاحقاً في 18 أكتوبر ظهرت في برنامج ساترداي نايت لايف، حيث حصلت الحلقة على أفضل معدل مشاهدات منذ 14 سنة في تاريخ البرنامج بـ 17 مليون مشاهد، وغنت أديل أغنيتين خلال الحلقة هما "Chasing Pavements"و "Cold Shoulder"، وفي اليوم التالي تصدر 19، قائمة آي تيونز لأفضل الألبومات ووصل إلى المرتبة الخامسة على موقع أمازون بينما أغنية "Chasing Pavements" صعدت لقائمة أفضل 25 أغنية في الولايات المتحدة. الألبوم وصل إلى المرتبة الـ 11 في قائمة بيلبورد 200 كنتيجة لظهورها في البرنامج حيث كان في المرتبة الـ 46 في الأسبوع السابق.[بحاجة لمصدر]
وفي عام 2010 رشحت أديل لجائزة جرامي كأفضل أداء صوتي أنثوي – بوب عن أغنيتها الأولى «Hometown Glory» التي صدرت في أكتوبر 2007 وقد ضمتها في ألبومها الأول.

## قائمة أغاني الألبوم
| اسم الأغنية            | الكاتب                                                             | المنتج      | المدة |
| ---------------------- | ------------------------------------------------------------------ | ----------- | ----- |
| Daydreamer             | أديل أدكنز                                                         | Jim Abbiss  | 3:41  |
| Best for Last          | أديل أدكنز                                                         | Jim Abbiss  | 4:19  |
| Chasing Pavements      | أديل أدكنز و Eg White                                              | Eg White    | 3:31  |
| Cold Shoulder          | أديل أدكنز و Sacha Skarbek                                         | مارك رونسون | 3:12  |
| Crazy for You          | أديل أدكنز                                                         | Jim Abbiss  | 3:28  |
| Melt My Heart to Stone | أديل أدكنز و Eg White                                              | Eg White    | 3:24  |
| First Love             | أديل أدكنز                                                         | Jim Abbiss  | 3:10  |
| Right as Rain          | أديل أدكنز وليو ميكلن و Jeff Silverman و Nick Movshon وClay Holley | Jim Abbiss  | 3:17  |
| Make You Feel My Love  | بوب دبلن                                                           | Jim Abbiss  | 3:32  |
| My Same                | أديل أدكنز                                                         | Jim Abbiss  | 3:16  |
| Tired                  | أديل أدكنز و Eg White                                              | Eg White    | 4:19  |
| Hometown Glory         | أديل أدكنز                                                         | Jim Abbiss  | 4:31  |

| السنة | الجائزة                         | الفئة               | النتيجة | المصدر |
| ----- | ------------------------------- | ------------------- | ------- | ------ |
| 2008  | جائزة ميركوري                   | أفضل ألبوم في السنة | رُشِّح     | [ 3 ]  |
| 2009  | European Border Breakers Awards | أفضل ألبوم          | فوز     | [ 4 ]  |
| 2012  | جوائز بيلبورد الموسيقية         | أفضل ألبوم بوب      | رُشِّح     | [ 5 ]  |

## وصلات خارجية
- تسعة عشر على موقع ميتاكريتيك (الإنجليزية)
- تسعة عشر على موقع الموسوعة البريطانية (الإنجليزية)
- تسعة عشر على موقع أول موفي (الإنجليزية)